# Curimata macrops
Curimata macrops, popularmente conhecida como branquinha ou branquinha-do-olhão, é uma espécie de peixe caraciforme do gênero Curimata, pertencente à família dos curimatídeos (Curimatidae). É endêmica do Nordeste do Brasil, onde está presente em algumas das bacias hidrográficas do Maranhão, Piauí e Ceará. É bentopegálico e utiliza suas nadadeiras fortes e boa visão permitem que busque seu alimento em micro-habitats com correntes mais fortes. É abundante em sua área em distribuição.

## Taxonomia e sistemática
Até 1876, o gênero Curimata (então denominado Curimatus) era utilizado como um gênero abrangente para todos os membros da família dos curimatídeos (Curimatidae). Ao longo das décadas que se seguirem, em particular durante a primeira metade do século XX, muitas espécies foram realocadas em outros gêneros. Fernández-Yépez (1948), em particular, propôs cinco gêneros adicionais (Allenina, Bitricarinata, Bondia, Camposella e Lambepeidra) para espécies atualmente incluídas em Curimata e essa reclassificação constituiu um dos principais ramos em sua "árvore filogenética" dos curimatídeos. Em contraste, Vari (1989) detalhou uma série de caracteres derivados compartilhados, tanto do esqueleto quanto de sistemas anatômicos moles, e sinapomorfias que sustentam a hipótese da monofilia em Curimata.
As sinapomorfias descobertas são: a reconfiguração ontogenética do espinho medial do quarto epibranquial (E4) em um processo fenestrado, expandido ventralmente, que entra em contato com a quinta placa dentária faríngea superior (UP5); o desenvolvimento de uma prateleira mediana na margem dorsal do espinho medial do quarto epibranquial (E4), acompanhado de uma fenestração pronunciada desse espinho; o deslocamento medial tanto do espinho medial quanto do processo articular ventral do quarto epibranquial (E4), bem como da quinta placa dentária faríngea superior (UP5) associada; a redução, em diferentes graus, até a perda completa do primeiro infrafaríngeo-branquial (PB1); a transformação das três dobras primárias do complexo bucofaríngeo em grandes abas verticais, além do desenvolvimento de numerosas dobras secundárias paralelas no teto da cavidade bucal; e a porção anteromedial espessada do metapterigoide.
A forma do processo uncinado do primeiro epibranquial (E¹) varia entre as espécies do gênero Curimata. Uma cápsula cartilaginosa relativamente larga, porém contínua, presente sobre o processo uncinado (UN) caracteriza as espécies C. ocellata, C. macrops e C. vittata. Por sua vez, a presença de uma placa dentária no basi-hial apresenta uma distribuição filogeneticamente mosaica dentro dos curimatídeos, conforme observado por Vari (1989). Em Curimata, essa ossificação ocorre em cinco espécies: C. ocellata, C. macrops, C. cyprinoides, C. knerii e C. inornata. Como essa estrutura está ausente nos grupos externos próximos (Curimatopsis, Potamorhina e Psectrogaster), considera-se que sua presença em Curimata representa uma condição derivada. Duas outras hipóteses explicam essa distribuição: (1) aquisições independentes da ossificação em C. ocellata, C. macrops, C. inornata e no ancestral de C. knerii + C. cyprinoides; ou (2) presença da ossificação no ancestral comum de todas as espécies de Curimata, seguida da perda no ancestral do clado de todas as espécies exceto C. ocellata e C. macrops, com reaquisição secundária do osso em C. inornata e no ancestral de C. knerii e C. cyprinoides.
Dentro do agrupamento monofilético hipotetizado, duas linhagens são, por sua vez, reconhecidas com base em apomorfias menos universais. A primeira dessas linhagens compreende uma única espécie, C. ocellata, enquanto o segundo clado inclui onze espécies: C. vittata, C. macrops, C. knerii, C. cyprinoides, C. incompta, C. mivartii, C. aspera, C. cerasina, C. cisandina, C. roseni e C. inornata. O clado mais inclusivo, que reúne essas onze espécies, é caracterizado pelas seguintes sinapomorfias: a redução pronunciada ou perda total do primeiro infrafaríngeo-branquial (PB1); crista longitudinal, de levemente desenvolvida a pronunciada, na superfície dorsal do segundo ceratobranquial (C2); a região pré-pélvica do corpo distintamente achatada, com ângulos laterais discretos e quase retos na parede corporal (característica ausente de forma secundária em C. mivartii); e a série aumentada de escamas midventrais na região pré-pélvica, juntamente com a série flanqueadora de escamas aumentadas que apresentam um ângulo discreto correspondente ao ângulo da parede corporal subjacente (também ausente de forma secundária em C. mivartii).

## Descrição
Curimata macrops possui 18,5 centímetros de comprimento e uma massa corporal de 205 gramas. Pode ser distinguida de todos os demais membros do gênero, com exceção de C. mivartii, pela combinação de 10 a 12 raios ramificados na nadadeira anal e 57 a 67 escamas perfuradas na linha lateral até a articulação hipural. Distingue-se de C. mivartii por apresentar corpo mais profundo (0,37–0,42 do comprimento padrão vs. 0,33–0,39), formato corporal distinto e presença, na região pré-pélvica, de ângulos laterais discretos e quase retos na parede corporal, além de uma série mediana de escamas aumentadas. Em contraste, C. mivartii apresenta região pré-pélvica arredondada transversalmente, sem escamas aumentadas ou organizadas em séries longitudinais. O corpo de C. macrops é moderadamente alongado e algo comprimido, com perfil dorsal da cabeça reto e perfil dorsal do corpo ligeiramente convexo em juvenis e acentuadamente convexo em exemplares maiores. O perfil ventral é suavemente curvado da ponta da mandíbula inferior até o pedúnculo caudal. A região pré-pélvica é achatada, delimitada lateralmente por ângulos obtusos na parede corporal e composta por uma série mediana de escamas aumentadas ladeada por séries laterais que seguem o contorno dos ângulos. Há uma quilha mediana posterior à inserção da nadadeira pélvica, com ângulos laterais secundários posicionados três escamas acima da linha média ventral. A maior profundidade corporal ocorre na origem da nadadeira dorsal (0,37–0,42); outras proporções incluem: ponta do focinho à dorsal (0,49–0,54), à anal (0,76–0,81), à pélvica (0,52–0,55), ao ânus (0,72–0,77) e da dorsal à articulação hipural (0,53–0,57).
A nadadeira dorsal é pontiaguda (menos com a idade), com raios anteriores 3,2 a 4,3 vezes mais longos que o último. Nadadeiras peitorais e pélvicas são também pontiagudas (comprimentos de 0,19–0,24 e 0,21–0,23, respectivamente), alcançando até ou além da origem da pélvica, ou três quartos da distância até a anal. A nadadeira caudal é furcada; a adiposa, bem desenvolvida; e a anal, emarginada, com raios anteriores o dobro do comprimento do último. A profundidade do pedúnculo caudal varia entre 0,11–0,12. A cabeça é nitidamente pontiaguda (0,31–0,36 do comprimento padrão), com mandíbula superior mais longa, boca inferior e mandíbula inferior obtusamente triangular. O focinho mede 0,26–0,30; as narinas são muito próximas, com a posterior em forma de crescente e fechada por uma aba de pele. O diâmetro orbital é de 0,29–0,32; a pálpebra adiposa está presente e é moderadamente desenvolvida, com abertura ovoidal sobre o centro do olho. A porção pós-orbital da cabeça mede 0,39–0,44; largura da boca 0,25–0,30; largura interorbital 0,37–0,41. A linha lateral possui de 57 a 67 escamas perfuradas com canais retos; de 5 a 8 séries se estendem além da articulação hipural. Há de 16 a 19 escamas da dorsal à linha lateral, e de 10 a 12 da linha lateral à anal. Escamas algo ctenoides na região ventral. Fórmulas merísticas: dorsal ii,9–10; anal ii,10–12 ou iii,10–11; peitorais 14–16; pélvicas i,7–9. Total de vértebras: 32. Em álcool, espécimes com guanina nas escamas apresentam coloração geral prateada a dourada, mais escura na cabeça e dorso; espécimes sem guanina são castanhos a marrons, com pequenos cromatóforos na região dorsal. Não há padrão pigmentado evidente em cabeça, corpo ou nadadeiras, mas os raios das nadadeiras dorsal e caudal são contornados por séries de pequenos cromatóforos.

## Distribuição e habitat
Apenas duas espécies de Curimata não possuem distribuições que se sobreponham, mesmo que parcialmente, com a de pelo menos uma outra espécie do mesmo gênero. São elas C. macrops, dos rios do nordeste do Brasil, e C. mivartii, do sistema do rio Magdalena. Curimata macrops é uma espécie endêmica dos rios Poti, Mearim e Parnaíba e no lago Aquiri, nos estados do Ceará, Piauí e Maranhão, no Brasil, nos biomas da Amazônia, Caatinga e Cerrado. Sua localidade-tipo é o rio Poti.

## Ecologia
Curimata macrops é bentopelágico. Sua nadadeira peitoral forte e boa visão permitem que busque seu alimento em micro-habitats com correntes mais fortes. Seus parentes vivos mais próximos são C. knerii e C. cyprinoides.

## Estado de conservação
A Lista Vermelha da União Internacional para a Conservação da Natureza (UICN) classifica Curimata macrops como pouco preocupante (LC), pois é frequente e abundante em sua área de distribuição e não foram encontradas ameaças à sua conservação. Ramos (2012) registrou a espécie em 58 dos 131 pontos amostrados, totalizando aproximadamente 200 exemplares coletados. Em 2018, foi classificada como pouco preocupante (LC) no Livro Vermelho da Fauna Brasileira Ameaçada de Extinção do Instituto Chico Mendes de Conservação da Biodiversidade (ICMBio). Em sua área de distribuição, ocorre em algumas áreas de conservação: a Área de Proteção Ambiental Delta do Parnaíba (APA Delta do Parnaíba), a Área de Proteção Ambiental da Baixada Maranhense (APA Baixada Maranhense), a Área de Proteção Ambiental dos Morros Garapenses (APA Morros Garapenses) e a Reserva Particular de Patrimônio Natural Maria de Tapuã (RPPN Santa Maria de Tapuã).